# Aethiamblys
Aethiamblys är ett släkte av steklar. Aethiamblys ingår i familjen brokparasitsteklar.
Kladogram enligt Catalogue of Life:
| Aethiamblys | \| \| Aethiamblys attiguus \| \| \| \| \| \| Aethiamblys auricomus \| \| \| \| \| \| Aethiamblys bucephalus \| \| \| \| \| \| Aethiamblys camerunensis \| \| \| \| \| \| Aethiamblys congicus \| \| \| \| \| \| Aethiamblys eritreae \| \| \| \| |
|             | \| \| Aethiamblys attiguus \| \| \| \| \| \| Aethiamblys auricomus \| \| \| \| \| \| Aethiamblys bucephalus \| \| \| \| \| \| Aethiamblys camerunensis \| \| \| \| \| \| Aethiamblys congicus \| \| \| \| \| \| Aethiamblys eritreae \| \| \| \| |
|             | Aethiamblys attiguus |
|             | |
|             | Aethiamblys auricomus |
|             | |
|             | Aethiamblys bucephalus |
|             | |
|             | Aethiamblys camerunensis |
|             | |
|             | Aethiamblys congicus |
|             | |
|             | Aethiamblys eritreae |
|             | |